# Dagur Kári
Dagur Kári (París, Francia, 12 de diciembre de 1973) es un director de cine islandés.

## Biografía
Llamado en realidad Dagur Kári Pétursson, nació en París, Francia, de padres islandeses. La familia regresó a Islandia cuando él tenía 3 años. Después de asistir a escuelas locales, Dagur Kári marchó a Dinamarca para asistir a la universidad. Se graduó por la Escuela Nacional de Cine de Dinamarca en 1999 y realizó el cortometraje artístico Lost Weekend, con la que ganó 11 premios.

## Trayectoria
El primer largometraje de Dagur Kári, Nói albinói, estrenado en 2003, ganó también varios premios. Su segunda película, Voksne mennesker (Dark Horse, 2005) se proyectó en la sección Un certain regard del Festival Internacional de Cine de Cannes de 2005.
En 2008, presentó The Good Heart, rodada íntegramente en inglés y protagonizada por los estadounidenses Brian Cox y Paul Dano, y la actriz francesa Isild Le Besco .
En 2015 estrenó Corazón gigante (Virgin Mountain, en inglés; Fúsi en islandés), una película dramática protagonizada por Gunnar Jónsson y Ilmur Kristjánsdóttir. Se presentó en el Festival Internacional de Cine de Berlín, pero su estreno tuvo lugar un mes después en las carteleras islandesas. Fue premiada en el Festival de Cine de Tribeca de 2015 al mejor argumento y mejor actor.

## Filmografía
- Old Spice (1999)
- Lost Weekend (1999)
- Dramarama (Icelandic. Villiljós) (2001)
- Noi the Albino (Icelandic. Nói Albínói) (2003)
- Dark Horse (Danish. Voksne mennesker) (2005)
- The Good Heart (2009)
- Virgin Mountain (Fusi) (2015)
- Utmark (2021)